# Aleksandra Aleksandrovna Jabločkina
Aleksandra Aleksandrovna Jabločkina (in russo Александра Александровна Яблочкина?; San Pietroburgo, 3 novembre 1866 – Mosca, 20 marzo 1964) è stata un'attrice teatrale russa e sovietica.

## Biografia
Nata in una famiglia di attori, studiò con Glikerija Nikolaevna Fedotova e con suo padre A. A. Jabločkin, attore e regista teatrale. Esordì sul palcoscenico a 16 anni al Teatro di drammaturgia russa Aleksandr Sergeevič Griboedov di Tbilisi, poi dal 1886 si esibì al Teatro Korš di Mosca in uno dei suoi ruoli più rappresentativi, ovvero Sof'ja in Che disgrazia l'ingegno! di Aleksandr Sergeevič Griboedov, e dal 1888 sino alla fine della sua carriera si esibì al Teatro Malyj. Al suo fianco recitarono alcuni dei più grandi attori teatrali del XIX secolo, come Marija Ermolova, Aleksandr Pavlovič Lenskij, Aleksandr Ivanovič Južin e Ol'ga Osipovna Sadovskaja.
Tra i ruoli più noti si ricordano Beatrice in Molto rumore per nulla, Ofelia in Amleto, Cordelia in Re Lear, Lady Anne in Riccardo III, Desdemona in Otello, Lady Sneerwell ne La scuola della maldicenza e Anna Bolena in Enrico VIII. Da novantenne recitò nei panni di Miss Crawley in una drammatizzazione de La fiera della vanità di William Makepeace Thackeray (1961).
Dopo la morte di Marija Gavrilovna Savina (1915) guidò la Società teatrale russa.
Le è stato intitolato il cratere Yablochkina sulla superficie di Venere.